# Mormopterus loriae
Mormopterus loriae là một loài động vật có vú trong họ Dơi thò đuôi, bộ Dơi. Loài này được Thomas mô tả năm 1897.